# Terme di Diocleziano (Palmira)
Le terme di Diocleziano a Palmira erano un complesso di bagni pubblici di stile romano costruito alla fine del II secolo d.C. Esse sono note con il nome di Diocleziano perché vennero ristrutturate durante il suo regno (284-305), ma la loro origine è di circa un secolo più antica.

## Storia e descrizione
Le terme sono collocate approssimativamente a metà strada tra il tempio di Baalshamin e il tempio di Bel, nella zona più centrale dell'antica città, in prossimità del teatro, del tempio di Nebo, dell'agorà e del senato.
L'ingresso alle terme è segnalato da quattro grandi colonne di granito rosso di Assuan che danno sul lato nord del Grande colonnato di Palmira. Ciascuna di esse ha un diametro di 1,3 m per 12,5 m di altezza, e pesa oltre 20 tonnellate.
Dell'antico complesso, costruito verso la fine del II secolo d.C. e ristrutturato, sotto Diocleziano, dopo la riconquista romana di Palmira e la caduta del suo regno autonomo, rimangono pochi resti: parti della vasca del frigidarium che ne lasciano intuire la forma originaria; alcune colonne di ordine corinzio che circondavano quell'ambiente; la pavimentazione di uno spogliatoio a pianta ottagonale.

## Note

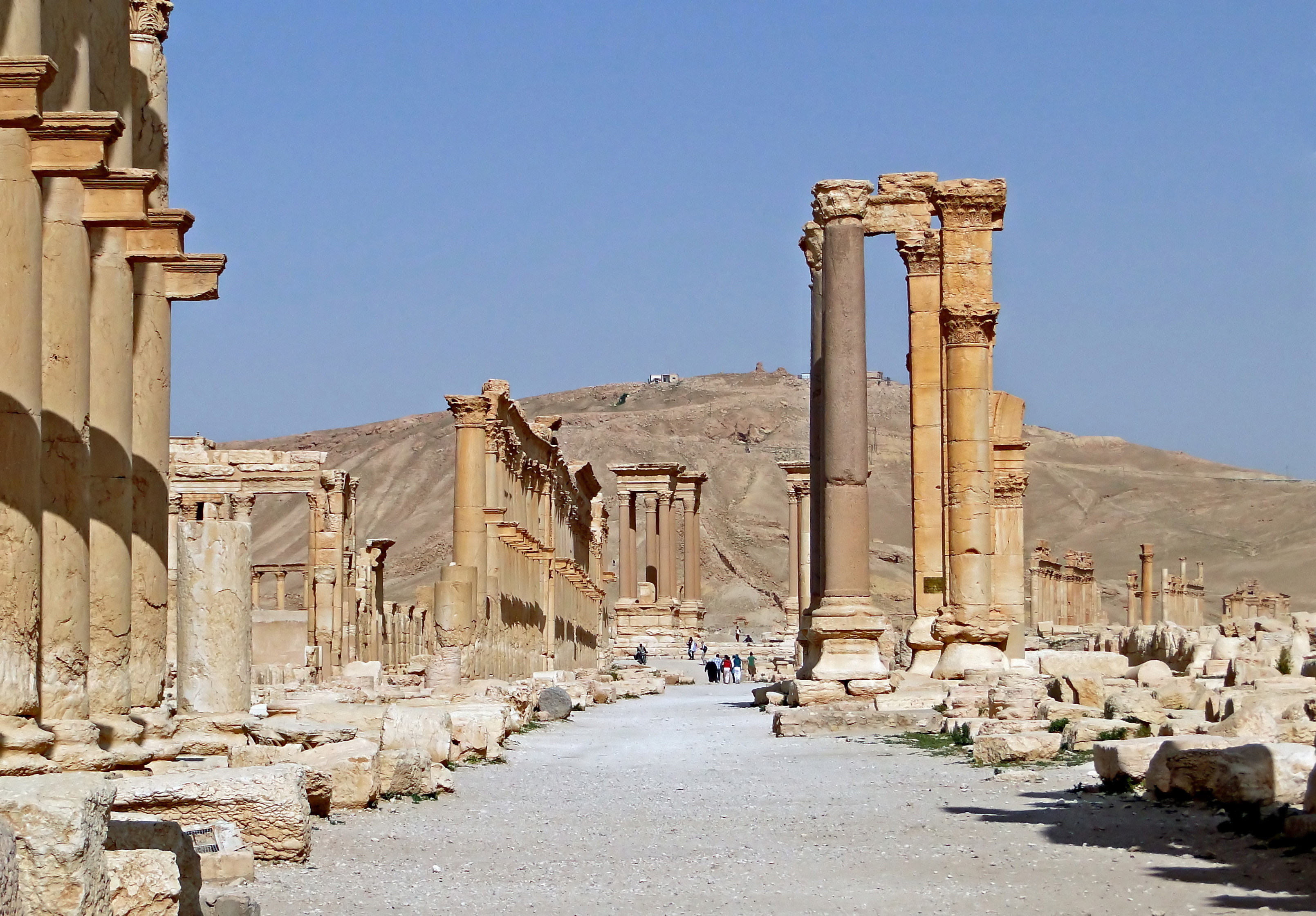
Scorcio del Grande colonnato di Palmira: guardando da est verso ovest in direzione del tetrapilo, visibile sullo sfondo, le alte colonne di granito che costituivano il vestibolo delle terme sporgono sul lato nord, a destra.